# 浅野春男
浅野 春男（あさの はるお、1950年2月15日 - ）は、美術史家であり、沖縄県立芸術大学元教授。専門は西洋美術史、とりわけ19世紀フランス絵画史、狭義にはセザンヌ研究を専らとしている。

## 経歴
- 1950年2月 東京都生まれ
- 1975年3月 学習院大学文学部哲学科卒業
- 1978年3月 学習院大学大学院人文科学研究科（哲学専攻）修士課程修了（文学修士）
- 1979年 - 1981年 パリ第4大学博士課程に留学（フランス政府国費留学生）
- 1980年7月 パリ第4大学にて Diplôme d'études approfondies 取得
- 1982年3月 学習院大学大学院人文科学研究科（博士課程）を満期退学
- 1982年 - 1986年 東京デザイナー学院、尚美学園短期大学、大東文化大学にて非常勤講師
- 1986年4月 沖縄県立芸術大学講師就任
- 1990年4月 同大学助教授昇任
- 1999年4月 同大学教授昇任
- 2015年3月 同大学退職

## 著書

### 翻訳
- キャサリン・ディーン『セザンヌ』西村書店、1994年
- シドニー・ガイスト『セザンヌ解釈』スカイドア、1996年
- ミッシェル・フレッセ『セザンヌのアトリエ』アール・エトセトラ出版、2004年
- ジャン＝クロード・レーベンシュテイン『セザンヌのエチュード』三元社、2009年

### 単著
- 『ルノワール』平凡社版〈世界の名画〉14、1983年
- 『セザンヌ』平凡社版〈世界の名画〉11、1983年
- 『セザンヌとその時代』東信堂、2000年3月

### 共著／編著
- 『小学館百科事典』小学館、1985年
- 『聖書美術館』（第4巻）、毎日新聞社、1985年2月
- 『モダン・パリ展』東京新聞、1985年9月
- 『絵画の知識百科』主婦と生活社、1990年
- 『近代名画の鑑賞入門』主婦と生活社、1992年
- 『西洋絵画作品名辞典』三省堂、1994年4月
- 『音楽と美術の旅』音楽の友社、1995年1月
- 『丸善エンサイクロペディア大百科』丸善、1995年
- 『フィレンツェの秋——裾分一弘教授の古希に贈る』中央公論美術出版、1995年11月
- 『印象派はこうして生まれた』東武美術館、1996年3月
- 『角川世界史事典』角川書店、2001年10月
- 『水の沖縄プロジェクト』ボーダーインク、2005年3月
- 『レオナルドの教え』ボーダーインク、2013年12月

### 論文
- 「ポール・セザンヌの芸術思想」『哲学会誌』第３号、学習院大学哲学会、1975年11月
- 「セザンヌとプーサン」『美学』美学会誌 第119号、1978年10月
- 「セザンヌとベルナール」『学習院大学文学部研究生年報』第28集、1982年４月
- 「未来に働く人々——ピサロ展に奇せて」『三彩』第438号、1984年３月
- 「シスレーの光——回顧展に奇せて」『三彩』第451号、1985年９月
- 「セザンヌの静物画：「空間」から「拡がり」へ」『セザンヌ展』（東京・神戸・名古屋）東京新聞、1986年９月
- 「ゴーギャンとベルナール」『芸術と社会』玉川大学出版部、1987年
- 「ポール・セザンヌの連作《カード遊びの人びと》論考」（１）沖縄県立芸術大学美術工芸学部紀要、第１号、1988年３月
- 「ポール・セザンヌの連作《カード遊びの人びと》論考」（２）沖縄県立芸術大学美術工芸学部紀要、第２号、1989年３月
- 「ポール・セザンヌの連作《カード遊びの人びと》論考」（３）沖縄県立芸術大学美術工芸学部紀要、第３号、1990年３月
- 「ポール・セザンヌの連作《カード遊びの人びと》論考」（４）沖縄県立芸術大学美術工芸学部紀要、第４号、1991年３月
- 「ポール・セザンヌの連作《カード遊びの人びと》論考」（５）沖縄県立芸術大学紀要、第１号、1992年３月
- 「セザンヌ解釈なぞなぞ遊び」『ユリイカ』青土社、1996年９月号
- 「沖縄的色彩は存在するか」『民族藝術』第16号、民族芸術学会、1997年３月
- 「1995/96年のセザンヌ回顧展およびジョン・リウォルドによる新しいカタログ・レゾネに関する覚え書き」『日仏美術学会会報』第16号、1997年３月
- 「セザンヌの時計」『沖縄から芸術を考える』沖縄県立芸術大学大学院芸術文化学研究科編、榕樹書林、1998年３月
- 「セザンヌ論の系譜」『美術手帖』1999年10月号
- 《 Quelques Notes sur l’Exposition Cézanne et le Japon 》, Bulletin of Okinawa Prefectural University of Arts, No. 9, 2001
- 「セザンヌのアトリエ百年」『美術フォーラム２１』第７号、2002年12月
- 《 Cézanne vu par Emile Bernard (1)》, Bulletin of Okinawa Prefectural University of Arts, No. 11, 2003
- 《 Cézanne vu par Emile Bernard (2)》, Bulletin of Okinawa Prefectural University of Arts, No. 12, 2004
- 《 Cézanne vu par Emile Bernard (3)》, Bulletin of Okinawa Prefectural University of Arts, No. 15, 2007
- 《 Could Marilyn Monroe have gone to see Cézanne？ —— as claimed in Atelier de Cézanne by Michel Fraisset 》, Bulletin of Okinawa Prefectural University of Arts, No. 16, 2008
- 《 Le paysage aixois ou Bellevue vu et peint par Paul Cézanne 》, Bulletin of Okinawa Prefectural University of Arts, No. 17, 2009